# Callionymus flavus
Callionymus flavus är en fiskart som beskrevs av Fricke, 1983. Callionymus flavus ingår i släktet Callionymus och familjen sjökocksfiskar. Inga underarter finns listade.